# Зомбіленіум (фільм)
«Зомбіленіум» (фр. Zombillénium) — французько-бельгійський анімаційний фільм 2017 року, знятий режисерами Артуром де Пінсом та Алексісом Дюкором. Стрічку, засновану на однойменній книзі коміксів Артура де Пінса, було відобрано для участі на Спеціальних показах в позаконкурсній програмі 70-го Каннського міжнародного кінофестивалю (2017) .

## Сюжет
Історія про тематичний парк, де монстри живуть і працюють, не ховаючись від людей.

## Актори озвучування
| • Еммануєль Кюртіль | … | Ектор   |
| • Ален Шоке         | … | Франсіс |
| • Келлі Маро        | … | Гретхен |
| • Алексіс Томассіан | … | Стівен  |
| • Матьє Монарт      | … | Сіріус  |
| • Еммануєль Жакомі  | … | Диявол  |

## Знімальна група
- Автор сценарію — Алексіс Дюкор
- Режисер-постановник — Артур де Пінс, Алексіс Дюкор
- Продюсер — Леон Перайя, Анрі Магалон
- Співпродюсери - Мет Бастард, Марк Бонні, Арно Булар, Азміна Гуламалі
- Виконавчий продюсер — Анрі Магалон, Жан-Мішель Спінер
- Композитор — Матьє Монарт, Ерік Неве
- Монтаж — Бенжамен Массубр
- Артдиректор — Артур де Пінс

## Нагороди та номінації
| Список нагород та номінацій                      | Список нагород та номінацій | Список нагород та номінацій | Список нагород та номінацій  | Список нагород та номінацій | Список нагород та номінацій |
| Кінопремія                                       | Дата церемонії              | Категорія                   | Номінант(и)                  | Результат                   | Дж                          |
| ------------------------------------------------ | --------------------------- | --------------------------- | ---------------------------- | --------------------------- | --------------------------- |
| Міжнародний фестиваль анімаційних фільмів в Ансі | 2017                        | Найкращий фільм             | Зомбіленіум                  | Номінація                   |                             |
| Каннський міжнародний кінофестиваль              | 2017                        | Приз «Золота камера»        | Артур де Пінс, Алексіс Дюкор | Номінація                   |                             |
| Премія Європейської кіноакадемії                 | 9.12.2017                   | Найкращий анімаційний фільм | Зомбіленіум                  | Номінація                   | [ 4 ] [ 5 ]                 |
| Премія «Люм'єр»                                  | 5.02.2018                   | Найкращий анімаційний фільм | Зомбіленіум                  | Номінація                   | [ 6 ]                       |
| Премія «Сезар»                                   | 2.03.2018                   | Найкращий анімаційний фільм | Зомбіленіум                  | Номінація                   | [ 7 ]                       |